# Saint-Mars-la-Brière
Saint-Mars-la-Brière è un comune francese di 2 478 abitanti situato nel dipartimento della Sarthe nella regione dei Paesi della Loira.

## Società

### Evoluzione demografica
Abitanti censiti